# USS Sturgeon (SSN-637)
USS Sturgeon (SSN-637) – amerykański myśliwski okręt podwodny typu Sturgeon, okręt prototypowy tej serii jednostek. "Sturgeon" miał zasadniczo podobną konstrukcję do wcześniejszych okrętów typu Thresher / Permit, większą jednak długość oraz ulepszony system wyciszenia napędu, znacząco także większe rozmiary kiosku. Zmieniające swoją pozycję stery głębokości na kiosku, ułatwiały mu prowadzenie operacji arktycznych (zwłaszcza przebijanie paku lodowego), zaś umieszczone w jego pokładzie elektroniczne urządzenia rozpoznania umożliwiały mu prowadzenie zwiadu elektronicznego.